# Anthaxia dimidiata
Anthaxia dimidiata é uma espécie de insetos coleópteros polífagos pertencente à família Buprestidae.
A autoridade científica da espécie é Thunberg, tendo sido descrita no ano de 1789.
Trata-se de uma espécie presente no território português.